# Bastiagueiro (Oleiros)
Bastiagueiro es una localidad gallega situada en la zona costera del municipio de Oleiros, en la provincia de La Coruña, España. Forma parte de las parroquias de Liáns y Perillo. En 2017 tenía una población de 246 habitantes.
En la localidad hay varias urbanizaciones y dos playas, las de Bastiagueiro y Bastiagueiro Pequeño, muy visitadas por los surfistas. Además, hay un campus de la Universidad de La Coruña, en el que se encuentra la Facultad de Ciencias del Deporte y la Educación Física.